# 한국어병학회
한국어병학회(The Korean Society of Fish Pathology)는 수산생물의 질병에 관한 정보 및 자료 수집, 신기술개발 및 지도 보급을 통한 어병학의 발전을 꾀함을 목적으로  설립된 대한민국의 학술단체이다. 사무실은 전북 군산시 군산대학교 해양생명응용과학부 내에 있다.

## 학회지
- 한국어병학회지(Journal of Fish Pathology)